# Turnix à ailes blanches
Ortyxelos, Ortyxelos meiffrenii
Genre
Espèce
Statut de conservation UICN

 LC  : Préoccupation mineure
Le Turnix à ailes blanches (Ortyxelos meiffrenii), unique représentant du genre Ortyxelos, est une espèce d'oiseaux de la famille des Turnicidae.

## Répartition
Cet oiseau peuple le Sahel, le Kenya, le sud-ouest de l'Éthiopie et le nord-est de l'Ouganda.